# Glóbulo de Bok

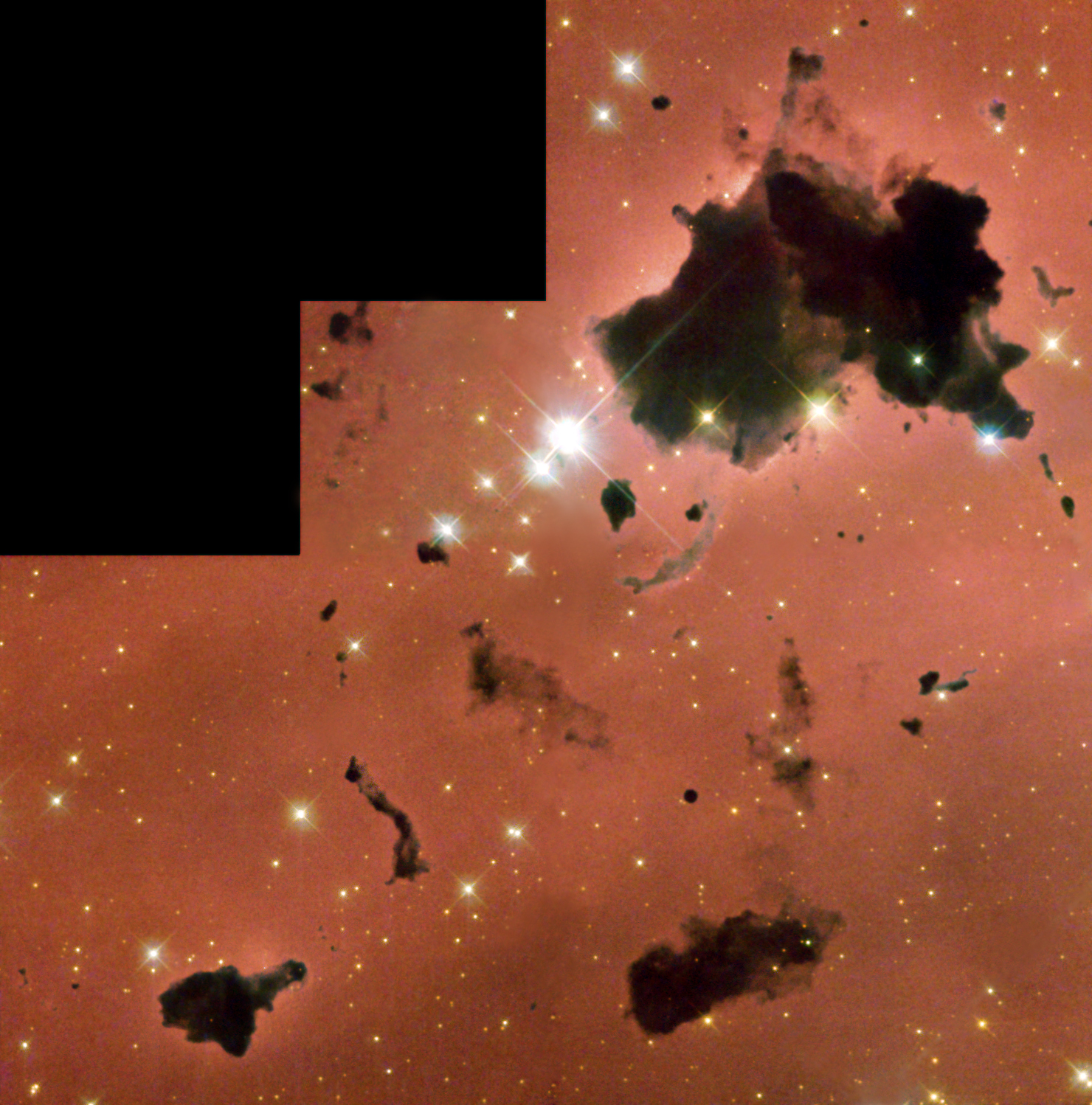
Imagem de glóbulos de Bok na região HII (telescópio espacial Hubble).

Os glóbulos de Bok são nuvens escuras de poeira densa e gás em que, ocasionalmente, nascem estrelas. Encontrados nas regiões H II, tipicamente, possuem uma massa de cerca de 2 a 50 massas solares, contida num espaço de, aproximadamente, um ano luz de extensão. Eles são compostos por hidrogênio molecular (H2), óxidos de carbono e hélio e cerca de 1% (de massa) de poeira de silicato. Os glóbulos de Bok, comumente, resultam na formação de sistemas estelares duplos ou múltiplos.
Inicialmente, os glóbulos foram observados pelo astrônomo Bart Bok, na década de 1940. Em artigo de 1947, Bok e E. F. Reilly aventaram a hipótese de que essas nuvens seriam "semelhantes a casulos de insetos" que estivessem submetidos a colapsos gravitacionais para formar novas estrelas, das quais nasceriam estrelas e aglomerados estelares. Essa hipótese era difícil de comprovar devido às dificuldades observacionais, que não permitiam verificar o que acontecia dentro de uma nuvem tão densa e escura. que obscurecia toda a luz visível emitida de seu interior.
A análise de observações em faixa próxima ao infravermelho, publicada em 1990, confirmou que estrelas estavam nascendo dentro de glóbulos de Bok. Outras observações revelaram que alguns glóbulos possuíam fontes de calor em seu interior, alguns continham objetos Herbig-Haro e outros mostravam derrames de gás molecular. Estudos de linhas milimétricas de emissões ondulares também forneceram evidências da atração de materiais que possibilitam o crescimento de protoestrelas por acumulação. Os glóbulos ainda são tema de intensa pesquisa. É sabido que são dos objetos mais frios no universo (cerca de -273 °C), mas sua estrutura e densidade exatas ainda constituem um mistério.